# Собакув
Собакув (пол. Sobaków) — село в Польщі, у гміні Ґошковиці Пйотрковського повіту Лодзинського воєводства.
Населення — 173 особи (2011).
У 1975-1998 роках село належало до Пйотрковського воєводства.

## Демографія
Демографічна структура станом на 31 березня 2011 року:
|          | Загалом | Допрацездатний вік | Працездатний вік | Постпрацездатний вік |
| -------- | ------- | ------------------ | ---------------- | -------------------- |
| Чоловіки | 92      | 11                 | 65               | 16                   |
| Жінки    | 81      | 15                 | 40               | 26                   |
| Разом    | 173     | 26                 | 105              | 42                   |